# Сингапурское восстание
Сингапурское восстание (англ. 1915 Singapore Mutiny; также известное как Восстание сипаев 1915 года) в котором принимали участие 850 сипаев против британских войск во время Первой мировой войны. Восстание длилось около семи дней и привело к гибели 47 британских офицеров, солдат и местных жителей, прежде чем оно было подавлено силами британских отрядов и десанта моряков с кораблей союзных Британии держав: русского вспомогательного крейсера «Орел», французского крейсера «Монкальм» (fr. «Montcalm») и японских крейсеров «Отова» и «Цусима» (соответственно, корабли высадили 46, 200, 75 и 75 человек). Это событие застало британские власти врасплох и потрясло основы британского владычества в Сингапуре.

## История
С 23 февраля до 15 мая 1915 года работала тайная следственная комиссия, но причина восстания так и не была установлена. Следствие решило, что мятежников спровоцировали агенты.
Более 200 сипаев были осуждены военно-полевым судом, а 47 человек были казнены, в том числе Кассим Мансур. Нур Алам Шах не был предан суду, хотя он был разоблачён как активный деятель индийского националистического движения, связанный с партией Гадар.